# Red Digital Cinema Camera Company

Srovnání obrazových rozlišení. Rozlišení Red One jsou vínově fialová, rozlišení Red Epic 617 je červené.

Red Digital Cinema Camera Company je americká soukromá firma, která vyrábí digitální filmové kamery pro profesionální použití. Společnost byla založena v roce 1999 a je financována zakladatelem Oakley, Inc., Jimem Jannardem. Má sídlo Lake Forest v Kalifornii. Hlavní „vlajkovou lodí“ Red Digital Cinema je Red One, digitální kamera, která dokáže nahrávat v rozlišeních do 4096×2304 pixelů, a to buď přímo do paměti flash nebo na pevný disk. Má jeden senzor typu CMOS s filtrem Bayer, který velikostně odpovídá rámečku Super 35, a pro objektivy má standardní rozhraní Arri PL.
13. listopadu 2008 byl ohlášen větší formát, včetně navrhovaného rozšíření senzorem s 261 Mpx a horizontálním rozlišením až 28 000 pixelů.
Snahou společnosti je dodat řešení, které nebude příliš slevovat z kvality obrazu nasnímaného filmem a zároveň eliminuje všechny nevýhody této snímací techniky (nutnost drahého vyvolávání a výrobu filmových kopií, nemožnost mazat záběry, …).

## Objektivové bajonety
Kamery Red jsou vybaveny výměnným držákem objektivu, který se zároveň dodává s PL držákem, který se používá pro nové 16 mm a 35 mm filmové kamery. K dispozici je také adaptér pro objektivy B4 a pro objektivy od firmy Nikon (typ F-mount). Výměna objektivů je jednoduchá a uživatelsky přívětivá.

## Red One
Red One byla založena v roce 2005 a vstoupila na trh o rok později jako první kamera Red Digital Cinema Camera Company. Má senzor CMOS s filtrem Bayer a 12 Mpx, nazvaný Mysterium. Senzor měří 24,4 × 13,7 mm a má 4520 × 2540 aktivních snímacích bodů, skrze které kamera snímá výřez o 4096 × 2304 pixelech v běžném chodu. Senzor Mysterium má přibližně stejné rozměry jako okenička 35mm filmu oříznutém do poměru stran 16:9, takže umožňuje stejnou hloubku ostrosti jako filmový formát Super 35. Red One vedle toho umožňuje aktivní oblast čipu redukovat tak, aby emulovala Super 16, včetně použití objektivů pro tento filmový formát. Nicméně, horizontální rozlišení tak klesne na 2048 pixelů a pokles kvality obrazu už je znát.
Výrobce u Red One udává (obrazový) odstup od šumu 66 dB, což představuje 11,3 stopových čísel (jasový rozsah 1:2521). Výchozí ekvivalent citlivosti filmu je ISO 320. Kamera je schopna natáčet v rychlostech 1–30 fps, u rozlišení 3k až 60 a u rozlišení 2k až 120 fps. Pro kompresi používá vlastní vlnkový kodek CODERED RAW (podobný JPEG 2000) s maximálním tokem dat 28 MB/s. Pro audio má čtyři konektory TA3 (mini XLR), schopné zaznamenávat 24bitový, 48kHz zvukový vstup.
Spolu s kodekem pro Red One společnost vyvinula vlastní formát (.R3D), který v současnosti umí importovat většina hlavních profesionálních střihových programů.
Na Red One se do dnešních dnů natočilo několik celovečerních filmů. První byl Red Carpet Stevena Soderbergha a dále pak např. District 9 či The Social Network. Ze seriálů třeba poslední série Pohotovosti nebo britského Červeného trpaslíka. .V současnosti se touto kamerou natáčí také seriál Sanctuary.

### Formáty
Red One dokáže nahrávat v několika odlišných rozlišeních ve ztrátovém formátu, který je společností nazýván jako formát REDCODE. K nahrávání je využíváno progresivního skenování, tudíž kamera zobrazí celý záběr řádek po řádku a nenastává tak efekt „blikání“.
Tato kamera dokáže nahrávat v rozlišení až 4,5k (4480 × 1920) při 1–30 fps. Nejedná se o standardní rozlišení, pro další použití nahraného videa slouží desktopový program RedCine, přes který je možné snížit rozlišení na standardizované (4k, 3k, 2k) při zachování nejvyšší možné kvality. Při rozlišení 2k je možné natáčet až při 120 fps.

### Komprese dat
Kamera využívá unikátní způsob komprese dat pomocí kodeku REDCODE RAW. Komprese probíhá na základě tzv. „vlnek“ s proměnným bitrate. Tento způsob je mnohem efektivnější než u konkurenčních zařízeních. Komprese je sice ztrátová, ale pohledem lidského oka při běžných podmínkách není dopad ztrátové komprese pozorován. Dalším odlišením modelu od konkurence je skutečnost, že data nejsou ukládána v RGB ani YUV. Zaznamenávají se pouze nezpracovaná „surová“ data, což zaručuje efektivnější úpravy v postprodukci.

### Ukládání dat
Komprese umožňuje ukládání dat během pořizování videa. Data lze ukládat na Compact Flash, RED Drive nebo RED RAM. CF karty existují ve dvou velikostech (8 GB, 16 GB). RED Drive a RED RAM je možné připojit přes rozhraní eSATA.

### Editace
Kvůli velkému zatížení počítačového procesoru při úpravě souborů ve vysokém rozlišení je vhodné využití kodeku REDCODE. Soubory obsahují více verzí pořízeného videa v nižším rozlišení a kodek dokáže z těchto verzí vytvořit výsledné video ve vysokém rozlišení bez enormního zatížení procesoru.

## Další modely
Na veletrhu NAB Show v roce 2008 společnost oznámila vývoj dalších dvou svých kamer – Scarlet a Epic.

### Red Scarlet
Red Scarlet (Scarlet-X) je kamera návrhem velmi podobná verzi Epic, s kterou lze vzájemně sdílet příslušenství. V rozlišení 5K zvládá jenom 12 fps, směrem k menším rozlišením však její maximální snímková frekvence vzrůstá až na 120 fps (při 1024×576).

### Red Epic
Prototyp Red Epic byl poprvé viděn v dubnu 2010 na výstavě NAB. Kameru Epic hodlá společnost vyrábět v 5 verzích (S 35, XS 35, FF35, 645 a 617). V průběhu roku 2011 byl model rozdělen na Epic-M a Epic-X. S běžným objektivem, baterií a záznamovým médiem, kterým je paměťová karta nebo SSD váží kolem 4 kg. Mezi zajímavosti patří jednoduchý tichý větrací systém, chladící elektroniku, tři nezávislé cesty pro výstup obrazu, možnost uložit si nastavení kamery pro foto či video do definovatelných tlačítek nebo jednoduchá možnost zaznamenávat při focení či točení doplňkové podexponované snímky pro sestavení á la HDR.
Kamery Red Epic byly použity při natáčení třídílného filmu Hobit: Neočekávaná cesta, kde byly vždy montovány dvě vedle sebe pro zachycení materiálu pro 3D interpretaci filmu (produkce si objednala 48 kusů těchto kamer). Celý film je točen v rozlišení (2×)5120×2700 pixelů při 48 obrázcích za sekundu a při této frekvenci má být i promítán. Hovoří se dokonce i tom, že 48 fps se brzy stane standardem.
Verze 617, jejíž čip má být rozměrově kompatibilní s formátem Linhof, má disponovat impozantním rozlišením 28 000 × 9334 pixelů.

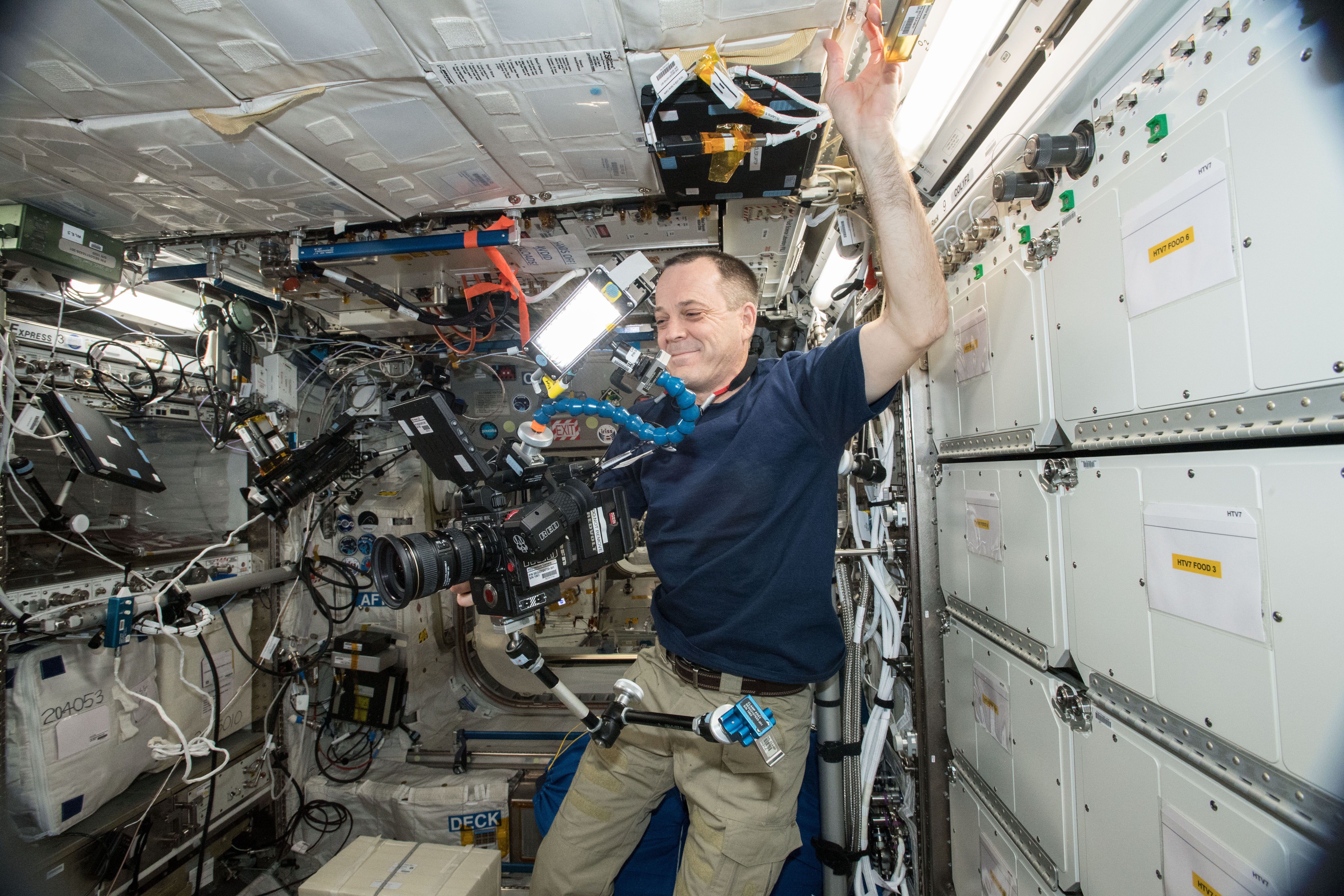
Mezinárodní vesmírná stanice 2018 Red Digital Cinema Camera Company

### Red Scarlet-W
Kamera Scarlet-W disponuje senzorem typu Red Dragon 13.8MP Super 35 mm CMOS. Maximální rozlišení je 5K (5120 x 2700) při 50 fps a 5K (5120 x 2160) při 60 fps. Kamera dokáže natáčet při 240 fps v rozlišení 2K.
Tělo modelu se podobá tělu DMSC2, umožňuje bezdrátový monitoring a kompatibilitu s mnoha zařízeními třetích stran. Scarlet-W dosahuje stejné rychlosti (140 MB/s) jako model Raven, přičemž je 2x rychlejší než starší model Scarlet Dragon.
Součástí těla jsou integrované dvoukanálové digitální stereofonní mikrofony (24bit, 48KHz) a další 2 volitelné kanály s rozšiřovacím modulem DSMC2 (24bit 48KHz).

### Raven
Tento model má senzor typu Red Dragon 9.9 Megapixel CMOS a pevný bajonet Canon EF. Maximální rozlišení je 4.5K Full Format (4608 x 2160) při 120 fps. Dále umožňuje natáčení ve 240 fps v rozlišení 2K Full Format (2048 x 1080) a 300 fps ve 2K (2048 x 864). Model poskytuje široký dynamický rozsah (16,5+ clonových čísel).
Součástí těla jsou integrované dvoukanálové digitální stereofonní mikrofony (24bit, 48KHz) a další 2 volitelné kanály s rozšiřovacím modulem DSMC2 (24bit 48KHz).
Jedná se o nejmenší a nejlehčí model značky.

### DMSC2
Společnost Red Digital Cinema přišla s novou filosofií, jak nahlížet na jejich produktové řady. Všechny novější kamery od této společnosti již spojuje jedno stejné tělo s názvem RED DSMC2. To znamená, že na výběr jsou pouze odlišné senzory. Toto sjednocení přineslo výhodu z pohledu nového zákazníka, nová těla jsou totiž levnější. Nevýhodou je skutečnost, že zákazníci, kteří již do starších modelů investovali, nemohou očekávat zpětnou kompatibilitu.
Specifikace DMSC2:
- Rychlost zápisu dat je 300MB/s
- Možnost natáčení v REDCODE RAW a Apple ProRes nebo Avid DNxHR/HD současně
- Možnost bezdrátového ovládání
- Kompatibilita s velkou škálou příslušenství, včetně produktů od třetích stran
- Možnost výměny bajonetů i objektivů

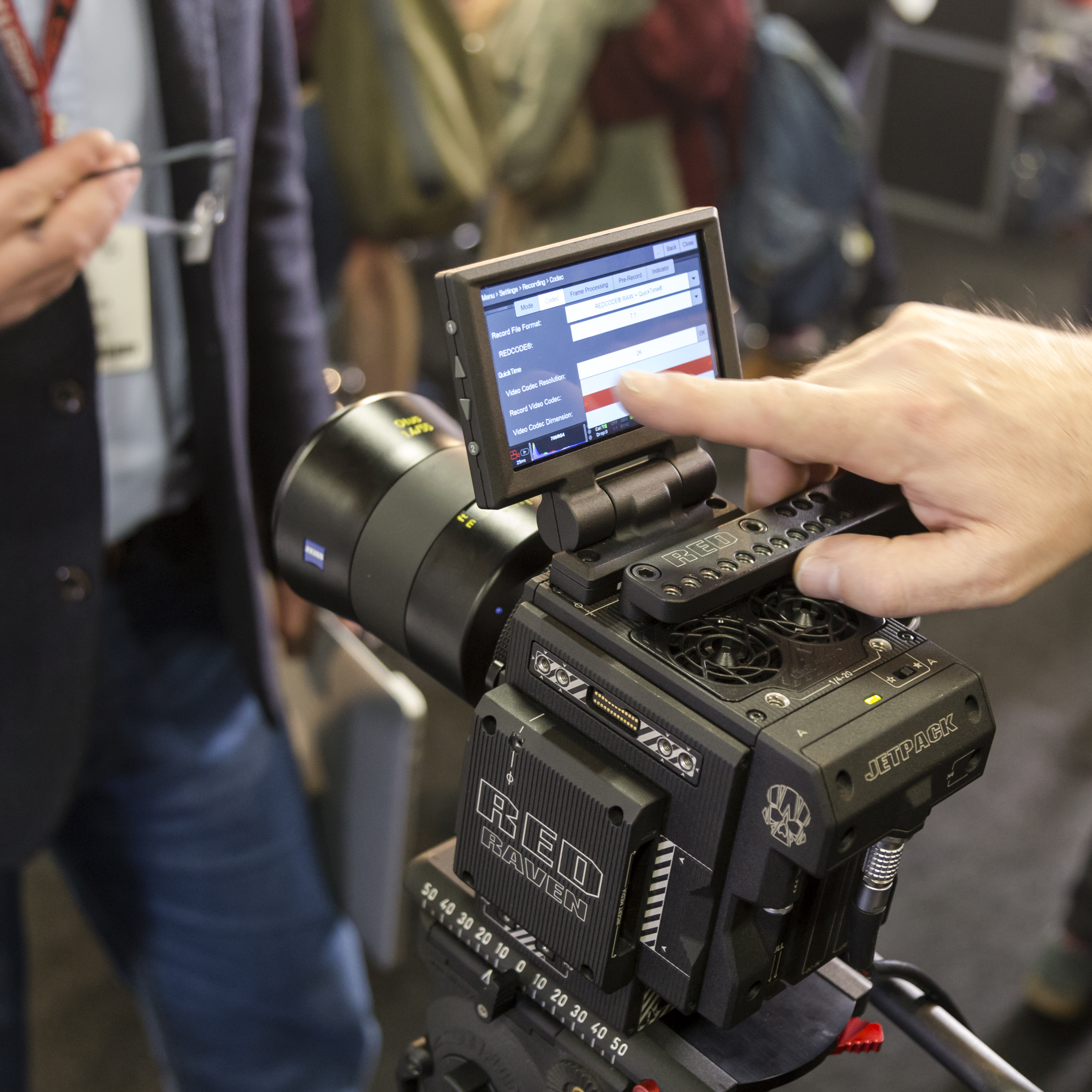

#### Monstro
Jedná se o full-frame senzor, který je součástí těla RED DMSC2. Snímač má velikost 40,96 x 21,60 mm, dynamický rozsah 17+ clonových čísel a rozlišení 8192 x 4320 efektivních pixelů. Poskytuje rozlišení až 8K při 60 FPS ve VistaVision formátu. V rozlišení 2K FF lze natáčet rychlostí 240 fps. Monstro 8K VV je zatím největší nabízený senzor společnosti.

#### Helium
Senzor Helium poskytuje rozlišení 8K (8192 x 4320) při 60 fps nebo 75 fps v rozlišení 8K (8192 x 3456). Nejvyšší možná frekvence je 240–300 fps v rozlišení 2K. Velikost senzoru je Super 35 mm a nabízí široký dynamický rozsah (16,5+ clonových čísel).

#### Gemini
Zatím nejnovější senzor velikosti Super 35 mm, nabízí rozlišení 5K při 96 FPS, datový tok až 275 MB/s a duální citlivostní módy pro natáčení ve velmi tmavém prostředí. Mezi oběma režimy je možné přepínat pomocí nabídky kamery. Model využívá algoritmy IPP2 pro pokročilé zpracování obrazu. Původně byl snímač určen pro práci ve vesmíru.

## Staré modely
Společnost RED momentálně prodává jen modely DSMC2, Raven a Scarlet-W, ostatní kamery jsou firmou považovány za zastaralé modely.
Starý model se na první pohled od nového odlišuje tím, že nedisponuje speciálním Pogo držákem pro bezdrátové připojení.

### Seznam starých modelů:
- Weapon – Nyní součástí DSMC2
- Epic-W – Nyní součástí DSMC2
- Epic – Tělo staré kamery
- Dragon – Starý název senzoru
- Mysterium – Starý název pro formát senzoru
- RED One – Tělo staré kamery

## Mobilní telefon
V květnu 2018 RED oznámila a v listopadu 2018 vydala Red Hydrogen One, chytrý telefon se systémem Android 8.1.
- procesor: Qualcomm Snapdragon 835
- 6 GB RAM, rozšiřitelný na dalších 128 GB
- displej: 5,7", 1440p, holografický technologie 3D 4V
- foťák: 8 a 16 Mpx
- akumulátor: 4500 mAh
- doporučená cena: 1296 US$.[18]